# Прайм Ессетс Кепітал
Публічне акціонерне товариство «Закритий недиверсифікований корпоративний інвестиційний фонд «Прайм Ессетс Кепітал» — інвестиційний фонд, створений в 2005 році. На момент утворення називався ЗНКІФ «Петра Порошенка», в 2006 році був перейменований.

## Власники і керівництво
Власник фонду (100% акцій) — Петро Порошенко, керівник (до червня 2020) — Порошенко Олексій Іванович.
ЗНКІФ «Прайм Ессетс Кепітал» знаходиться під управлінням ТОВ «Компанія з управління активами «Ф'южн Капітал Партнерз», яка також управляє інвестфондами «ВІК» (керівник — Ігор Кононенко), «СОВА» (керівник — Олег Гладковський), «Кондитерінвест» (керівник — В'ячеслав Москалевський, усі троє — партнери Петра Порошенка по бізнесу), «Богдан Капітал» і «БРІЗ».

## Активи фонду
ПАТ ЗНКІФ «Прайм Ессетс Кепітал» володіє наступними підприємствами:
- ПАТ «Автомобільна корпорація „Богдан Моторс“»
- ТОВ «Укрпромінвест-Агро»
- ПАТ «Продовольча компанія „Поділля“»
- ТОВ «Група Агропродінвест»
- ТОВ «ПК „Зоря Поділля“»
- ТОВ «Агрофірма Дніпроагролан»
- ТОВ «Мас-Агро»
- ТОВ Агрофірма «Іванківці»
- ТОВ «Пісківський завод скловиробів»
- 5 канал
- ТОВ «ТРК „Експрес-Інформ“»
- ТОВ «Телерадіокомпанія ТРТ-ТБ»
- Телекомпанія ТРТ в м. Трускавець Львівської області
- «Твоє радіо» в м. Дрогобич Львівської області
- ТОВ «Телерадіокомпанія „Пілот-Україна“»
- ПІІФТОВ «Телерадіокомпанія „НБМ“»
- Радіо «Ніко-FM»
- ПАТ «Севастопольський морський завод»
- ПАТ «Завод „Кузня на Рибальському“»
- ТОВ «Фірма „Екран“»
- Міжнародний інвестиційний банк
- ПАТ «Спортивно-оздоровчий комплекс „Монітор“»
- Спортклуб «5 елемент» в Києві
- ПАТ «Страхова компанія „Країна“»
- ТОВ «Асоціація „Крохмалопродукт“»
- ПАТ «Інтеркорн Корн Просессінг Індастрі»
- ПАТ «Дніпровський Крохмалепатоковий Комбінат»
- ТОВ «Центрально-Європейська кондитерська компанія»
- ПАТ «Вінницька кондитерська фабрика»
- ПАТ «Київська кондитерська фабрика „Рошен“»
- ПАТ «Маріупольська кондитерська фабрика „Рошен“»
- ПАТ «Кременчуцька кондитерська фабрика „Рошен“»
- Липецька кондитерська фабрика (Росія)
- Клайпедська кондитерська фабрика (Литва)
- Bonbonetti Choco Kft. (Угорщина)